# Şerban Cantacuzino
Şerban Cantacuzino (1640 - 29 de outubro/08 de novembro de 1688) foi príncipe da Valáquia entre 1678 e 1688. Membro de uma ilustre família de possível origem bizantina, Şerban  era filho do senescal Constantino Cantacuzino e irmão do estudioso boiardo Constantin Cantacuzino.
Como chefe de estado valáquio sob vassalagem turca, participou do cerco a Viena ao lado dos exércitos otomanos, em 1683. Com a derrota, os otomanos tiveram que abandonar seus domínios na região e Cantacuzino iniciou negociações com o sacro imperador Leopoldo I para proteger os cristãos da península balcânica e planejar uma invasão a Constantinopla para ser nomeado imperador. Após sua morte, foi sucedido por Constantin Brancoveanu.